# Ерв’є Рауль Георгійович
Ерв'є Рауль Георгійович (16.04.1909, м. Тифліс, тепер м. Тбілісі, Грузія — 09.08.1991, м. Москва, тепер РФ) — геолог, освіту отримав у Києві, понад 10 р. працював у геологорозвідувальних експедиціях в Україні; у 1956—1977 керівник тресту «Тюменьнафтогеологія»; під проводом Р. Ерв'є здійснені найбільші відкриття нафтових і газових родовищ Західного Сибіру.

## Життєпис
Дід Ерв'є — Жан Франсуа Ерв'є, француз за національністю, приїхав до Росії в 1850 році з дружиною Анною Марією, став купцем 1-ї гільдії в Тифлісі і прийняв російське громадянство в 1886 році. Як член міського земства він був представлений Олександру II під час його поїздки на Кавказ. Отримав орден Святого Станіслава III класу. А також перський Орден Лева і Сонця III класу. Батько Ерв'є Георгій Іванович Ерв'є був хрещеником генерала від кавалерії князя Івана Гівіча Амілахорі.
Ерв'є був п'ятою дитиною в сім'ї. Він відвідував школу в Тбілісі і працював учнем на миловарній фабриці з 1923 року.
У 1929 році Ерв'є був залучений до Мелітопольської газової робочої групи (партії). З 16 серпня 1930 року по 8 січня 1931 року працював старшим буровиком Криворізької буровугільної групи, до переходу на Зінов'євську буровугільну групу. Потім навчався на Вищих інженерних курсах геологорозвідників у Києві, які закінчив з відзнакою в 1933 році. Потім працював у різних геологічних партіях в Україні.
З серпня 1941 року Ерв'є брав участь у німецько-радянській війні в саперних військах. Командував загоном глибокого буріння саперного батальйону, брав участь в обороні Північного Кавказу та визволенні України, у грудні 1944 року демобілізувався у званні інженерного майора.
У 1945 році Ерв'є очолив Південно-Молдавський нафторозвідувальний трест «Молдавнефтегеологія».
У серпні 1952 року Ерв'є був направлений Головкомом Мінгеології СРСР в Тюменську нафторозвідувальну експедицію. У 1955 році став головним інженером, а в 1966 році — керуючим Тюменського нафторозвідувального тресту, який тоді називався «Тюменнефтегеологія». Під його керівництвом геофізики, геологи та бурильники систематично досліджували величезні території, щоб впевнено ідентифікувати родовища. 21 червня 1960 року зі свердловини № 6 в Ханти-Мансійському автономному окрузі, пробуреної під керівництвом Семена Микитича Уруссова в Шаїмській нафторозвідувальної експедиції, вирвався потужний нафтовий фонтан, що поклало початок промисловому видобутку нафти в Західному Сибіру. 21 березня 1961 року зі свердловини Мегіон Фармана Салманова вийшла нафта. Потім були відкриті Усть-Балицьке, Ватинське, Північно-Покуровське, Західно-Сургутське та багато інших нафтових родовищ.
Значну частину своїх робіт Ерв'є присвятив соціальним проблемам геологів та їхніх родин, забезпечив сучасні спортивні споруди, культурні центри, рекреаційні та медичні заклади.
У 1977 році Ерв'є став віце-міністром геології. У 1981 році вийшов на пенсію. Продовжили справу Ерв'є Олександр Григорович Бистрицький, Фарман Салманов, Василь Тихонович Поджибякін, Володимир Дмитрович Токарєв, Лев Іванович Ровнін, Іван Якович Гір'я, Альберт Григорович Юдін і Володимир Олексійович Абасаров.
Ерв'є був одружений і мав сина і дочку.
Ерв'є був похований в Тюмені відповідно до його останньої волі. У день його 110-річчя Уржинське родовище нафти в Югрі було названо ім'ям Ерв'є.

## Інтернет-ресурси
- Голос Юрия Георгиевича Эрвье (рос.). Архів оригіналу (mp3) за 5 березня 2016. Процитовано 11 квітня 2011. {{cite web}}: Cite має пусті невідомі параметри: |description= та |datepublished= (довідка)
- Благотворительный фонд геологов имени Юрия Георгиевича Эрвье (рос.). TEL09 - Адреса и телефоны. Архів оригіналу (html) за 21 березня 2012. Процитовано 11 квітня 2011. {{cite web}}: Cite має пусті невідомі параметри: |description= та |datepublished= (довідка)
- Magazine «Oil of Russia» about Y.G. Ervier [Архівовано 17 листопада 2019 у Wayback Machine.]
- Fund of geologists of a name Y. G. Ervier [Архівовано 21 березня 2012 у Wayback Machine.]
- Here you can hear the voice of Yuri Georgievich Ervier [Архівовано 21 березня 2012 у Wayback Machine.]